# Otto zu Sayn-Wittgenstein-Berleburg

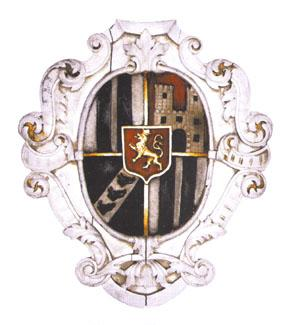
Wappen zu Sayn-Wittgenstein-Berleburg

Otto Emil Karl Prinz zu Sayn-Wittgenstein-Berleburg (* 23. November 1842 in Darmstadt; † 9. Mai 1911) war ein deutscher Prinz aus dem Hause Sayn-Wittgenstein und Generalleutnant.

## Leben
Wittgenstein war der Sohn des Prinzen August Ludwig zu Sayn-Wittgenstein-Berleburg (1788–1874), dem Generalleutnant und späteren Staatsminister von Nassau, und dessen Frau Franziska Maria Fortunata Allesina gen. von Schweitzer (1802–1878). Otto hatte 5 Geschwister: Emil Karl Adolf (1824), Anna Albertine Georgine (1827), Ferdinand Wilhelm Emil (1834), Philipp Karl Emil Georg (1836) und Franz Emil Luitpold (1842). Siehe auch: Sayn-Wittgenstein.
Prinz Otto war preußischer Generalleutnant und stand als Flügeladjutant und General im Dienst des Großherzogs von Sachsen-Weimar-Eisenach.
In seiner Freizeit war er literarisch tätig, schrieb lebenslang Tagebuch, außerdem Lustspiele und Schwänke, „die er in Liebhabervorstellungen selbst inszenierte und in denen Standesgenossinnen und -genossen die Rollen übernahmen“.

## Ehen und Familie
Prinz Otto war zweimal verheiratet. Am 1. Dezember 1875 heiratete in Wien Gräfin Elisabeth zu Sayn-Wittgenstein-Sayn (* 4. Dezember 1845; † 20. Mai 1883). Die Ehe blieb kinderlos. Seine zweite Ehefrau wurde am 4. November 1884 in Egern am Tegernsee Gräfin Eleonore Kasimira Ludovica zu Sayn-Wittgenstein-Sayn (* 31. März 1840; † 19. September 1933), Tochter des Grafen Gustav Franz Karl Albrecht zu Sayn-Wittgenstein-Sayn und Salisbury Harriet Pigott.

## Ehrungen
- Kommandeurkreuz des Leopold-Ordens
- Großkreuz des Franz-Joseph-Orden[5]
- Eisernes Kreuz 2. Klasse
- Grossoffizier der Orden von Oranien-Nassau[6]
- Kommandeur der Orden von Oranien-Nassau[7]